# Гонево
Гонево — деревня в Вытегорском районе Вологодской области.
Входит в состав Андомского сельского поселения, с точки зрения административно-территориального деления — в Андомский сельсовет.
Расположена на левом берегу реки Андома. Расстояние по автодороге до районного центра Вытегры — 36,8 км, до центра муниципального образования села Андомский Погост — 4,8 км. Ближайшие населённые пункты — Гуляево, Опарино, Сорочье Поле.
По переписи 2002 года население — 60 человек (30 мужчин, 30 женщин). Преобладающая национальность — русские (96 %).